# Octopoteuthidae
Octopoteuthidae is een familie van weekdieren uit de klasse van de Cephalopoda (inktvissen).

## Geslacht
- Octopoteuthis Rüppell, 1844